# Conrad Friedrich Wilhelm Titel
Conrad Friedrich Wilhelm Titel, auch Conrad Wilhelm Titel, Friedrich Wilhelm Conrad Titel, Friedrich Wilhelm Konrad Titel, Wilhelm Konrad Titel oder Friedrich Wilhelm Titel, (* 1754 in Potsdam; † 10. Januar 1840 in Berlin) war ein deutscher Architekt und preußischer Baubeamter.

## Leben
Conrad Friedrich Wilhelm Titel war der Sohn eines Königlichen Stallmeisters in Potsdam. Er wurde dort durch Heinrich Ludwig Manger ausgebildet. Nach einer Studienzeit in Paris arbeitete er als Baukondukteur bei Carl von Gontard zunächst in Potsdam und ab 1774 in Berlin, wo er 1788 Stadtbaumeister und 1790 Oberhofbaurat wurde. Er gehörte damit neben den wichtigsten Baumeistern seiner Zeit in Berlin, den Bauräten Michael Philipp Boumann, Georg Christian Unger, Friedrich Becherer, Andreas Ludwig Krüger u. a., dem von Friedrich Wilhelm II. gestifteten und von Carl Gotthard Langhans geleiteten Oberhofbauamt an. Als Mitglied der Immediatbaukommission war er in Berlin an mehreren Immediatbauten beteiligt.

## Bauten
- 1776: Haus des Glasschleifers Johann Christoph Brockes in Potsdam, Yorkstraße 18–20 (nach einem Entwurf von Carl von Gontard)
- 1780: Wohnhaus des Hofbankiers Isaak Daniel Itzig in Berlin, Oranienburger Straße 75[5] und Wohnhaus eines Kammerdieners an der Weidendammer Brücke, Berlin[6] (beide nicht mehr vorhanden)
- 1788: Witwenkassenhaus in Berlin, Behrenstraße 41[7] (im Zweiten Weltkrieg zerstört)
- 1792–1793: Palais Massow (später Generalstabsgebäude, Militärkabinett) in Berlin, Behrenstraße 66 (im Zweiten Weltkrieg zerstört)
- 1792–1794: Wohnhaus für Geheimsekretär Schmidt in Berlin, Unter den Linden (Umbau des ehem. Memhardt'schen Hauses unter Beteiligung von Friedrich Gilly, späteres Kommandantenhaus)
- 1793: Wohnhaus für den Regimentsquartiermeister Rimpler in Berlin, Behrenstraße 53[8] (nicht erhalten)